# Brothers (manga)
 (février 2017).
Brothers est une série de manga de Shou Tajima prépubliée dans le magazine Gekkan Comic Comp de 1991 à 1992 et éditée par Kadokawa Shoten en quatre volumes du 19 mars 1995 à avril 1996.
Dans les pays francophones, il est édité par Glénat.